# Géante bleue

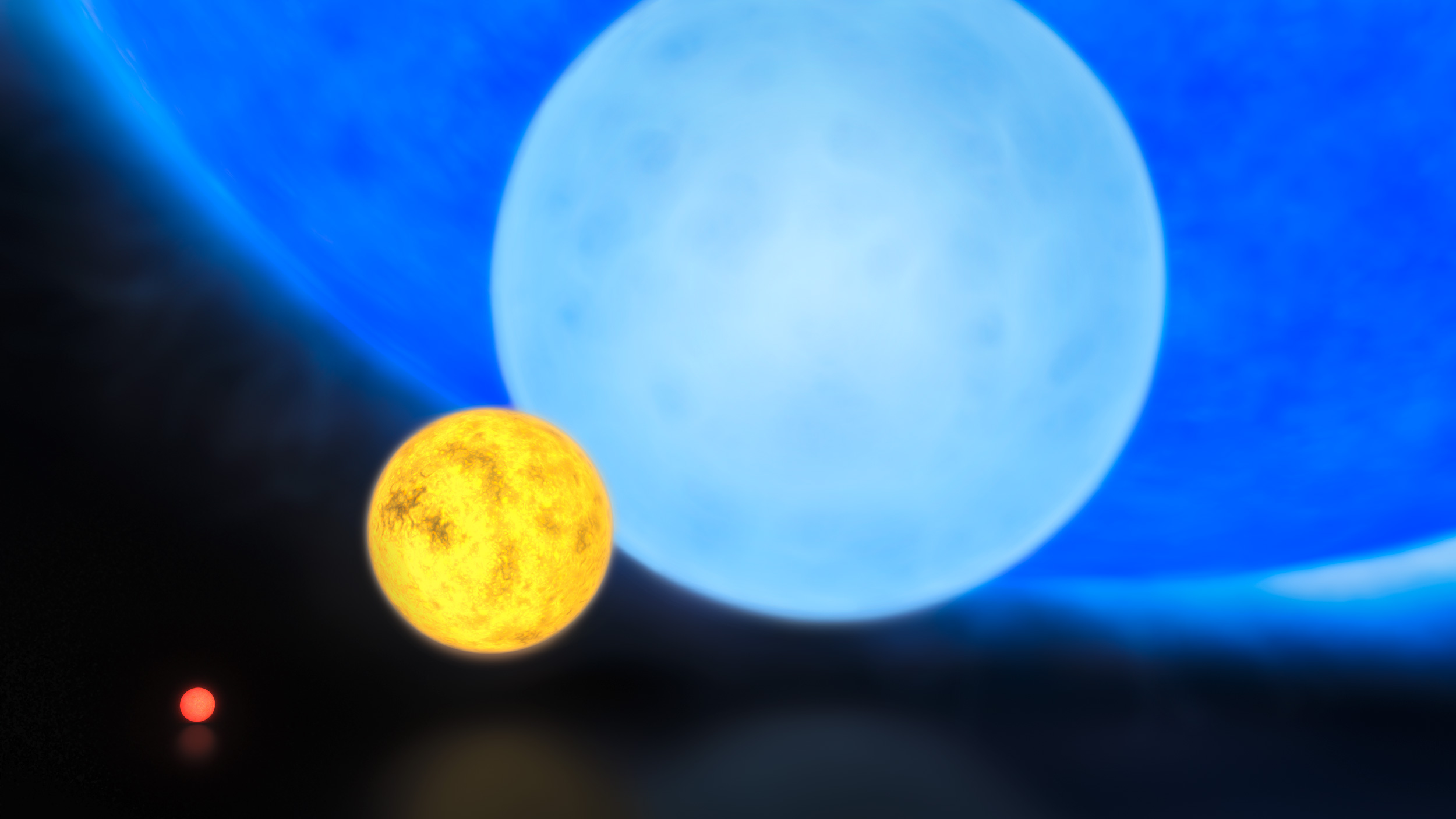
De gauche à droite: une naine rouge, le Soleil (naine jaune), une étoile bleue de la séquence principale, et la géante bleue R136a1. R136a1 n'est pas la plus grande étoile connue en termes de volume.

Une (étoile) géante bleue est une étoile très chaude, très brillante et très massive (plus de 18 masses solaires), de couleur bleue et de type spectral O ou B.
Dans le diagramme de Hertzsprung-Russell, les géantes bleues se trouvent dans le coin supérieur gauche à cause de leur luminosité et de leur couleur.
Ce sont, généralement des étoiles de la séquence principale qui fusionnent leur hydrogène. Cependant leur masse est suffisante pour leur permettre d'entamer la fusion de l'hélium une fois celle de l'hydrogène achevée. Très rapidement, l'étoile passera à la fusion du carbone, puis à celle de l'oxygène. Elle aura alors constitué un noyau de fer, élément trop stable de par son énergie de liaison pour que sa combustion soit possible, quelle que soit la masse de l'étoile. L'équilibre maintenu dans l'étoile par les précédentes réactions thermonucléaires étant subitement rompu, elle explosera en une gigantesque supernova. 
Les géantes bleues sont extrêmement lumineuses, de magnitude absolue -5, -6 ou même moins.
Leur température de 20 000 K ou plus est suffisamment élevée pour qu'une partie non négligeable de l'énergie qu'elles émettent soit dans le domaine de l'ultraviolet, donc invisible à nos yeux.
La majorité des étoiles de ce type se trouvent dans les associations O-B, des grands groupes d'étoiles jeunes.
Du fait de leur masse élevée, leur durée de vie est très courte, de l'ordre de 10 à 100 millions d'années.
Les théories actuelles prédisent que la plupart d'entre elles finiront en supernova.
Certaines des étoiles les plus brillantes visibles dans le ciel sont des géantes bleues ; par exemple Beta Orionis (Rigel) et Alpha Cygni (Deneb), mais dans l'ensemble, à cause de leur courte durée de vie, les géantes bleues sont assez rares.

## Exemples

### Géantes bleues existantes
- Omicron Scorpii
- Rho Scorpii
- Eta Tauri
- Bellatrix

### Géantes bleues en naissance
- MY Camelopardalis